# Hôpital psychiatrique d'Alençon
L'hôpital psychiatrique d'Alençon est un édifice classé Monument historique, situé au nord-ouest du centre-ville d'Alençon, en France.

## Localisation
Le monument est situé dans le département français de l'Orne, sur la commune d'Alençon, à l'angle des rues Antoine-Jullien et Révérende-Mère-Anne-Marie-Javouhey, à 300 m au nord-ouest de l'hôtel de ville.

## Architecture
Les façades et les toitures des bâtiments du XVIIIe siècle sur rue, sur cour d'honneur et sur cour intérieure, ainsi que la chapelle en totalité, sont inscrites au titre des monuments historiques depuis le 12 décembre 1974.